# 1. Līga 2021
La 1. Līga 2021 è la 30ª edizione della seconda divisione del campionato lettone di calcio. La stagione è iniziata il 3 luglio ed è terminata anzitempo il 17 ottobre 2021. L'Auda Ķekava ha vinto il campionato per la seconda volta nella sua storia.

## Stagione

### Novità
Il campionato è composto da 10 squadre, una in più rispetto alla stagione precedente: a fronte della promozione in Virslīga del Lokomotive Daugavpils (poi ridenominato Noah Jūrmala), le nuove squadre sono il Tukums 2000 retrocesso dalla Virslīga e l'Albatroz SC Jelgava promosso dalla 2. Līga. Inoltre il Saldus, retrocesso al termine della scorsa stagione, è stato riammesso in 1. Līga.

### Formula
Le dieci squadre partecipanti si affrontano in gironi di andata-ritorno-andata, per un totale di 27 giornate. La squadra prima classificata viene promossa in Virslīga, mentre la seconda disputa uno spareggio contro la penultima della Virslīga. Le squadre classificate agli ultimi due posti retrocedono in 2. Līga.

### Avvenimenti
In seguito all'abbandono da parte del Noah Jūrmala e del Ventspils alla Virslīga 2021, si è deciso di promuovere le prime tre squadre classificate in 1. Līga senza bisogno di passare per i play-off e di annullare le retrocessioni in 2. Līga.
Il 22 ottobre viene stabilita l'interruzione definitiva del campionato per evitare situazioni di rischio derivanti dalla pandemia di COVID-19. La classifica finale è dunque stilata in base alla media punti per partite disputate.

## Squadre partecipanti
| Club         | Città    | Stagione precedente         |
| ------------ | -------- | --------------------------- |
| Albatroz SC  | Jelgava  | 1° in 2. Līga, promosso     |
| Auda Ķekava  | Rīga     | 2° in 1. Līga               |
| Dinamo Rīga  | Riga     | 5° in 1. Līga               |
| Grobiņa      | Grobiņa  | 3° in 1. Līga               |
| JDFS Alberts | Rīga     | 4° in 1. Līga               |
| Rēzeknes FA  | Rēzekne  | 7° in 1. Līga               |
| Saldus       | Saldus   | 9° in 1. Līga, riammesso    |
| Smiltene     | Smiltene | 8° in 1. Līga               |
| Super Nova   | Riga     | 6° in 1. Līga               |
| Tukums 2000  | Tukums   | 10° in Virslīga, retrocesso |

## Classifica finale
Nota: a seguito della conclusione anticipata del torneo, la classifica tiene conto della media punti per partite disputate.
|  | Pos. | Squadra      | MP   | Pt | G  | V | N | P | GF | GS | DR  |
|  | ---- | ------------ | ---- | -- | -- | - | - | - | -- | -- | --- |
|  | 1.   | Auda Ķekava  | 2,38 | 31 | 13 | 9 | 4 | 0 | 35 | 4  | +31 |
|  | 2.   | Tukums 2000  | 2,00 | 28 | 14 | 8 | 4 | 2 | 27 | 12 | +15 |
|  | 3.   | Super Nova   | 1,77 | 23 | 13 | 7 | 2 | 4 | 26 | 24 | +2  |
|  | 4.   | Rēzeknes FA  | 1,50 | 21 | 14 | 6 | 3 | 5 | 21 | 22 | -1  |
|  | 5.   | Albatroz SC  | 1,36 | 19 | 14 | 4 | 7 | 3 | 21 | 12 | +9  |
|  | 6.   | Grobiņa      | 1,36 | 19 | 14 | 5 | 4 | 5 | 19 | 25 | -6  |
|  | 7.   | Saldus       | 0,93 | 13 | 14 | 3 | 4 | 7 | 12 | 18 | -6  |
|  | 8.   | Dinamo Rīga  | 0,86 | 12 | 14 | 3 | 3 | 8 | 13 | 23 | -10 |
|  | 9.   | JDFS Alberts | 0,86 | 12 | 14 | 2 | 6 | 6 | 12 | 19 | -7  |
|  | 10.  | Smiltene     | 0,64 | 9  | 14 | 2 | 3 | 9 | 19 | 46 | -27 |

Legenda:
      Promossa in Virslīga 2022
Note:
Tre punti a vittoria, uno a pareggio, zero a sconfitta.
La classifica viene stilata secondo i seguenti criteri:
- Punti conquistati
- Punti conquistati negli scontri diretti
- Differenza reti negli scontri diretti
- Partite vinte
- Differenza reti generale
- Reti totali realizzate
- Miglior rapporto goal (goal fatti/goal subiti)
- Fair-play ranking
- Spareggio